# Einfach das Ende der Welt (Drama)
Einfach das Ende der Welt (Originaltitel Juste la fin du monde) ist ein 1990 veröffentlichtes Theaterstück von Jean-Luc Lagarce, das im Oktober 1999 am Théâtre National de la Colline in Paris uraufgeführt wurde und am 8. November 2001 am Theater Bremen seine Deutschlandpremiere feierte.

## Inhalt
Es ist lange her, da hat der mittlerweile 34 Jahre alte Louis ohne sich groß zu verabschieden seine Familie verlassen. Fortan war Louis durch die Welt gereist und hat, weit weg von der ländlichen Idylle, eine Karriere als Schriftsteller gemacht. Nachdem die Familie Jahre nichts von ihm gehört hat, kündigt er nach zwölf Jahren seinen Besuch an, und seine überraschende Ankunft versetzt die Familie in größte Aufregung, besonders aber seine Mutter Martine.
In seinem Elternhaus angekommen weicht die Vorfreude seiner Liebsten, und bald schon hört man auf, über Belanglosigkeiten zu sprechen, und Louis wird mit Vorwürfen konfrontiert, die er noch von früher kennt. Eigentlich war Louis zurückgekommen, um von seiner Familie Abschied zu nehmen, denn er leidet seit Jahren an AIDS und weiß, dass er bald sterben muss. Da seine Familie jedoch viel zu sehr damit beschäftigt ist, ihm Vorwürfe zu machen und untereinander zu streiten, kommt er nicht dazu, ihnen persönlich diese Nachricht zu überbringen. Auch merkt Louis, dass er sich durch seine lange Abwesenheit emotional sehr von seiner Familie distanziert hat.

## Der Autor
Lagarce, der 1957 im Département Haute-Saône in Frankreich geboren wurde, war, wie der Protagonist seines Stückes, selbst HIV-positiv und starb am 30. September 1995, zwei Wochen nach Fertigstellung seines letzten Textes Das ferne Land (Originaltitel Le pays lointain) im Alter von 38 Jahren in Paris an AIDS. Lagarce hatte das Drama während eines Arbeitsaufenthaltes in Berlin verfasst und erlebte es nicht mehr mit, als es im Jahr 1999 erstmals auf die Bühne gebracht wurde.

## Veröffentlichung und Premiere
Das Stück wurde im Oktober 1999 am Théâtre National de la Colline in Paris uraufgeführt und feierte am 8. November 2001 am Theater Bremen seine Deutschlandpremiere. Das Drama wird vom Theaterverlag Felix Bloch Erben in einer deutschen Übersetzung verlegt.

## Rezeption

### Bekanntheit des Stückes
Lagarce gehört in Frankreich zu den meistgespielten Autoren, und Juste la fin du monde war nach Lagarces Tod in Frankreich lange Jahre Schullektüre.

### Inszenierungen
Christopher Rüping brachte 2020 eine Inszenierung von Einfach das Ende der Welt auf die Bühne des Schauspielhauses Zürich. Die textlich freie Adaption unterscheidet sich in Teilen deutlich von seiner Vorlage, so schrieb z. B. Valeria Heintges auf Nachtkritik.de:
«In Zürich gelingt dem Heimkehrer, was ihm sowohl Lagarce als auch Dolan versagen: Er findet den Mut und den Moment, seiner Familie zu erzählen, dass er todkrank ist. (…) Das ist der Kulminationspunkt eines Abends, in dem sich die Schauspieler – höflich und abwartend zunächst, dann immer unerbittlicher und gnadenloser und darstellerisch durchweg grossartig – die alten und die neuen Erwartungen und Enttäuschungen um die Ohren hauen.»
Die Inszenierung wurde von der Kritik positiv aufgenommen und zum Berliner Theatertreffen 2021 eingeladen. Darüber hinaus gewann die Produktion in der Kritikerumfrage von Theater heute die Preise für die Beste Inszenierung des Jahres sowie für die beiden Schauspieler des Jahres (Benjamin Lillie und Maja Beckmann).

### Verfilmung
Am 19. Mai 2016 stellte Xavier Dolan mit Einfach das Ende der Welt im Rahmen der Internationalen Filmfestspiele von Cannes seine filmische Adaption des Theaterstückes vor und wurde dort mit dem Großen Preis der Jury ausgezeichnet. Im Film beschäftigt sich das Enfant terrible des Familienfilms nach I Killed My Mother  und Mommy einmal mehr mit seinem Lieblings-Sujet. Es handelt sich nach Sag nicht, wer du bist! (Originaltitel Tom à la ferme) aus dem Jahr 2013, das auf dem gleichnamigen Stück von Michel Marc Bouchard basiert, um Dolans zweite Adaption eines Theaterstücks.  Dolan besetzte die Hauptrolle von Louis mit dem Schauspieler Gaspard Ulliel. Am 21. September 2016 wird der Film in die französischen Kinos kommen. Ein Kinostart in Deutschland ist am 29. Dezember 2016 geplant.

## Ausgaben
- Lagarce, Jean-Luc: Juste la fin du monde, Éditions Les Solitaires Intempestifs, Berlin, 1999. ISBN 978-2-84681-364-8.[11]
- Lagarce, Jean-Luc: Einfach das Ende der Welt, Übersetzung ins Deutsche von Uli Menke, 2007.[12]